# Асан (Атырауская область)
Асан (каз. Асан) — село в Курмангазинском районе Атырауской области Казахстана. Административный центр Асанского сельского округа. Код КАТО — 234636100.

## Население
В 1999 году население села составляло 511 человек (270 мужчин и 241 женщина). По данным переписи 2009 года, в селе проживало 578 человек (294 мужчины и 284 женщины).